# Robert Lowery
Pour les articles homonymes, voir Lowery.

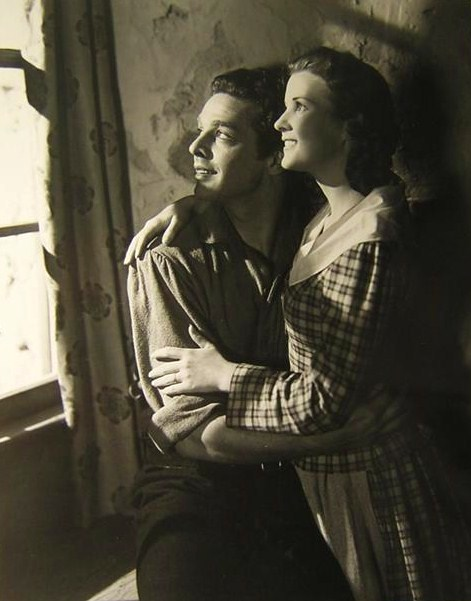
Avec Dorris Bowdon, dans Sur la piste des Mohawks (1939, photo promotionnelle)

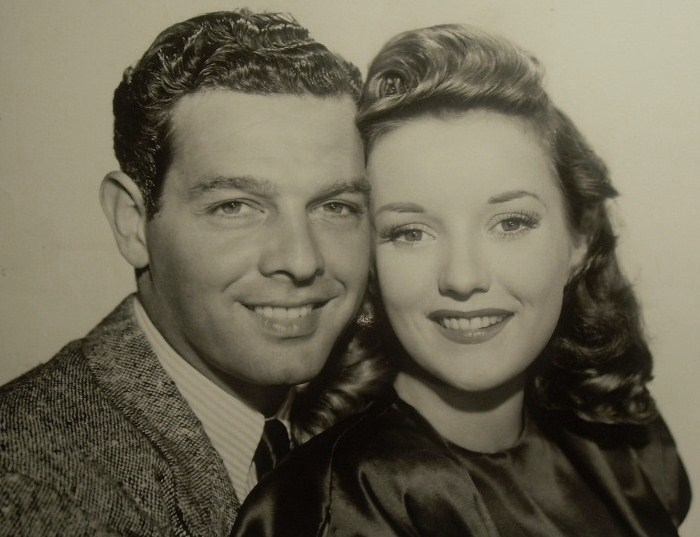
Avec Phyllis Brooks, dans High Powered
(1945, photo promotionnelle)

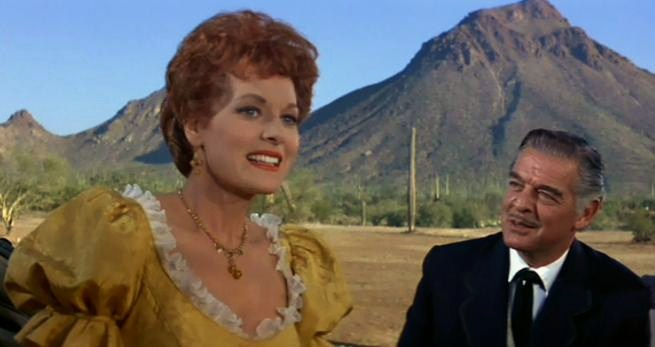
Avec Maureen O'Hara, dans Le Grand McLintock (1963)

Robert Lowery est un acteur américain, de son vrai nom Robert Larkin Hanks, né le 17 octobre 1913 à Kansas City (Missouri), mort d'une crise cardiaque le 26 décembre 1971 à Los Angeles (Californie).

## Biographie
Au cinéma, de 1936 à 1967 — année où il se retire —, Robert Lowery (pseudonyme) contribue à cent-vingt-six films américains, dont des serials et films d'horreur au cours des années 1940. Ainsi, un de ses rôles notables est celui de Batman dans le serial Batman et Robin (1949). Citons aussi Le Fantôme de la momie de Reginald Le Borg (1945, avec Lon Chaney Jr. et John Carradine).
Durant sa carrière au grand écran, il apparaît également dans des westerns, tels Sur la piste des Mohawks de John Ford (1939, avec Claudette Colbert et Henry Fonda) ou Le Grand McLintock d'Andrew V. McLaglen (1963, avec John Wayne et Maureen O'Hara).
Mentionnons encore Le Signe de Zorro de Rouben Mamoulian (1940, avec Tyrone Power dans le rôle-titre et Linda Darnell) et La Chute d'un caïd de Budd Boetticher (1959, avec Ray Danton et Karen Steele).
De 1951 à 1957 (divorce), il est marié à l'actrice Jean Parker (1915-2005), avec laquelle il tourne deux films, dont le western The Parson and the Outlaw d'Oliver Drake (1957).
Pour la télévision, entre 1952 et 1967, Robert Lowery collabore à cinquante-quatre séries, notamment dans le domaine du western, comme Rawhide (trois épisodes, 1959-1962, avec Clint Eastwood). Et relevons son rôle récurrent de Big Tim Champion dans les quarante-neuf épisodes de Circus Boy (avec Micky Dolenz et Noah Beery Jr.), diffusés en 1956 et 1957.

## Filmographie partielle

### Au cinéma
- 1936 : Le Vandale (Come and Get It) de Howard Hawks, William Wyler et Richard Rosson
- 1936 : Ennemis publics (Great Guy) de John G. Blystone
- 1937 : Charlie Chan à Broadway (Charlie Chan on Broadway) d'Eugene Forde
- 1937 : Life Begins in College (en) de William A. Seiter
- 1937 : J'ai deux maris (Second Honeymoon) de Walter Lang
- 1938 : La Folle Parade (Alexander's Ragtime Band) d'Henry King
- 1938 : Patrouille en mer (Submarine Patrol) de John Ford
- 1938 : Mam'zelle vedette (Rebecca of Sunnybrook Farm) d'Allan Dwan
- 1938 : Adieu pour toujours (Always Goodbye) de Sidney Lanfield
- 1938 : Un cheval sur les bras (Straight, Place and Show) de David Butler
- 1939 : Sur la piste des Mohawks (Drums Along the Mohawk) de John Ford
- 1938 : Passport Husband de James Tinling
- 1939 : Vers sa destinée (Young Mr. Lincoln) de John Ford
- 1939 : Monsieur Moto en péril (Mr. Moto in Danger Island) de Herbert I. Leeds
- 1939 : Charlie Chan à Reno (Charlie Chan in Reno) de Norman Foster
- 1940 : La Croisière meurtrière (Charlie Chan's Murder Cruise) d'Eugene Forde
- 1940 : La Rançon de la gloire (Star Dust) de Walter Lang
- 1940 : Murder Over New York d'Harry Lachman
- 1940 : Le Signe de Zorro (The Mark of Zorro) de Rouben Mamoulian
- 1941 : Le Roméo errant (en) (Ride on Vaquero) d'Herbert I. Leeds
- 1941 : Quel pétard ! (Great Guns) de Monty Banks
- 1941 : Adieu jeunesse (Remember the Day) d'Henry King
- 1942 : Dawn on the Great Divide (en) d'Howard Bretherton
- 1942 : Sex Hygiene (en) de John Ford et Otto Brower (court métrage semi-documentaire)
- 1942 : Mon amie Sally (My Gal Sally) d'Irving Cummings
- 1943 : Revenge of the Zombies (en) de Steve Sekely
- 1943 : L'Étoile du Nord (The North Star) de Lewis Milestone
- 1943 : A Scream in the Dark de George Sherman
- 1943 : Le Mystère de Tarzan (Tarzan's Desert Mystery) de Wilhelm Thiele
- 1943 : December 7th de John Ford et Gregg Toland
- 1944 : The Mystery of the River Boat (en) de Lewis D. Collins et Ray Taylor (serial)
- 1944 : Le Fantôme de la Momie (The Mummy's Ghost) de Reginald Le Borg
- 1945 : High Powered (en) de William Berke
- 1945 : Sensation Hunters (en) de Christy Cabanne
- 1945 : The Monster and the Ape (en) d'Howard Bretherton
- 1946 : House of Horrors de Jean Yarbrough
- 1947 : Danger Street de Lew Landers
- 1949 : Batman et Robin (Batman and Robin) de Spencer Gordon Bennet (serial)
- 1950 : J'ai tué Billy le Kid (I Shot Billy the Kid) de William Berke
- 1951 : L'Or de la Nouvelle-Guinée (en) (Crosswinds) de Lewis R. Foster
- 1953 : The Homesteaders de Lewis D. Collins
- 1955 : Lay That Rifle Down (en) de Charles Lamont
- 1957 : Le Retour de Billy the Kid (en) (The Parson and the Outlaw) d'Oliver Drake
- 1959 : La Chute d'un caïd (The Rise and Fall of Legs Diamond) de Budd Boetticher
- 1962 : Young Guns of Texas (en) de Maury Dexter
- 1962 : Deadly Duo (en) de Reginald Le Borg
- 1963 : Le Grand McLintock (McLintock !) de John Ford
- 1964 : La diligence partira à l'aube (Stage to Thunder Rock) de William F. Claxton
- 1966 : Toute la ville est coupable (Johnny Reno) de R. G. Springsteen
- 1966 : La Loi des hors-la-loi (en) (Waco) de R. G. Springsteen
- 1967 : Le Ranch de l'injustice (The Ballad of Josie) d'Andrew V. McLaglen

### À la télévision (séries)
- 1953 : Les Aventuriers du Far-West (Death Valley Days)
  - Saison 2, épisode 5 Whirlwind Courtship de Stuart E. McGowan
- 1956 : Les Aventures de Superman ((Adventures of Superman))
- 1956-1957 : Circus Boy
  - Saisons 1 et 2, 49 épisodes : Big Tim Champion
- 1956-1958 : Rintintin
  - Saison 3, épisode 13 Fort Adventure (1956)
  - Saison 4, épisode 5 The Last Navajo (1957)
  - Saison 5, épisode 11 The Best Policy (1958) de William Beaudine
- 1958-1959 : Maverick
  - Saison 1, épisode 26 Burial Ground of the Gods (1958) de Douglas Heyes
  - Saison 3, épisode 7 Full House (1959)
- 1958-1960 : La Grande Caravane (Wagon Train)
  - Saison 1, épisode 25 The Marie Dupree Story (1958)
  - Saison 4, épisode 11 The Candy O'Hara Story (1960) de Tay Garnett
- 1959-1962 : Rawhide
  - Saison 2, épisode 4 Le Dernier Round (Incident of the Shambling Man, 1959) d'Andrew V. McLaglen et épisode 16 Le Mystérieux Peintre (Incident of the Wanted Painter, 1960) d'Harmon Jones
  - Saison 4, épisode 14 The Captain's Wife (1962) de Tay Garnett
- 1960 : Le Monde merveilleux de Disney (The Wonderful World of Disney ou Disneyland)
  - Saison 6, épisode 24 Elfego Boca : Friendly Enemies at Law de William Beaudine
- 1960 : Cheyenne
  - Saison 5, épisode 2 Counterfeit Gun de Jerry Hopper
- 1960-1961 : Perry Mason, première série
  - Saison 4, épisode 8 The Case of the Provocative Protege (1960) de László Benedek
  - Saison 5, épisode 15 The Case of the Roving River (1961) de Jerry Hopper
- 1962 : Gunsmoke ou Police des plaines (Gunsmoke ou Marshal Dillon)
  - Saison 8, épisode 8 The Trappers d'Andrew V. McLaglen
- 1962 : Adèle (Hazel)
  - Saison 2, épisode 12 New Man in Town de William D. Russell